# Anoropallene palpida
Anoropallene palpida is een zeespin uit de familie Callipallenidae. De soort behoort tot het geslacht Anoropallene. Anoropallene palpida werd in 1939 voor het eerst wetenschappelijk beschreven door Hilton. 